# توتووا، نیوجرسی
توتووا (به انگلیسی: Totowa) شهری در ایالت نیوجرسی کشور ایالات متحده آمریکا است که جمعیت آن در سرشماری سال ۲۰۱۰ میلادی، ۱۰٬۸۰۴ نفر بوده‌است.